# Ryoga Hibiki
Ryoga Hibiki (響 良牙, Hibiki Ryōga) é um personagem fictício e tritagonista principal da série de  anime e mangá Ranma ½. Ele é apresentado como um garoto sem nenhum senso de direção com uma maldição que o transforma em um pequeno porco preto quando ele se molha com água fria, mas retorna a ser humano ao se molhar com água quente. Também é o primeiro e mais longo rival do protagonista Ranma Saotome.

## Aparições

### Ranma ½
Algum tempo antes do início da série, Ryoga e Ranma estudavam juntos em uma escola particular para garotos na cidade de Tóquio. Durante a hora do lanche Ranma vivia roubando a comida de Ryoga e por isso os dois marcaram um duelo em um terreno atrás da casa de Ryoga. Contudo, no dia marcado, Ryoga errou o caminho e só apareceu três dias depois. Durante esse tempo, Ranma e seu pai Genma começaram uma jornada de treinamento e Ryoga resolveu partir para encontrá-lo. Ao chegar na China, mais precisamente na área de fontes amaldiçoadas em Jusenkyo, ele acidentalmente é atropelado por Ranma em sua forma feminina e cai dentro da Fonte do Porquinho Preto Afogado, Eitonnichuan. A partir desse momento Ryoga passa a se transformar em um porquinho preto sempre que se molha com água fria e volta a ser humano ao se molhar com água quente. Apesar da maldição ele continua sua busca por Ranma e retorna ao Japão algumas semanas depois. Ele chega a Tokyo e com algum esforço consegue fazer com que Ranma se lembrasse quem ele era. Uma semana depois os dois batalham e Ryoga acaba descobrindo que Ranma também foi amaldiçoado em Jusenkyo, além de acidentalmente cortar parte do cabelo de Akane, fato que levou Ranma a parar a luta. Durante a noite do mesmo dia, Ryoga, que estava transformado em porco devido a uma chuva, vai até a casa dos Tendo onde Akane o encontra. Ela pede a Ranma que desse banho no porquinho e assim que ele é colocado na água quente Ryoga aparece. Ele conta a Ranma que uma garota o derrubou na Fonte do Porquinho Preto Afogado e logo percebe que Ranma era aquela garota. Ryoga então ataca o Ranma mas é molhado com água fria e se transforma em porco. Akane o encontra novamente e, sem saber sua verdadeira identidade, resolve batizá-lo de P-chan, seu novo mascote. Após ter sido beijado no focinho Ryoga se apaixona por Akane pois ela foi a única pessoa, além de seus pais, que lhe mostrou carinho e afeição. Sua rivalidade com Ranma aumenta quando ele descobre que este é noivo de Akane.
Conforme a história continua, Ryoga frequentemente parte em viagens de treinamento mas sempre retorna a Tokyo para testar suas habilidades em Ranma ou tentar declarar seu amor por Akane. Ele também se une a outros personagens, como Mousse e o próprio Ranma, para procurar curas para a sua maldição e enfrentar vilões como Taro e Herb. Uma de suas lutas mais marcantes foi contra Lime, um dos servos de Herb. Após ter sido estrangulado pelo oponente sua alma chegou ao paraíso onde ele conheceu seus avós. Se recusando a morrer sem ser amado, Ryoga de alguma forma consegue retornar ao seu corpo e vencer Lime utilizando seu ataque mais poderoso, o Super Golpe do Rugido do Leão. Em uma de suas viagens ele conhece uma garota chamada Akari Unryu cuja família treina porcos para lutarem sumô. Quando Ryoga derrota Katsunishiki, o mais fortes dos porcos da família Unryu, Akari se apaixona por Ryoga. Ela também descobre sua maldição mas devido a sua admiração por porcos ela passa a amá-lo ainda mais. Os dois começam a ter encontros e a paixão que Ryoga tinha por Akane diminui com o tempo. Ao final do mangá, Ryoga e vários outros personagens viajam a Jusenkyo para retirarem suas maldições em fontes especiais mas se envolvem nos planos de Saffron, uma criatura meio homem meio fênix cujo objetivo era mudar o curso de todas as fontes amaldiçoadas para criar uma fonte que o fizesse atingir sua vida adulta. O grupo consegue derrotá-lo mas todos ficam incapazes de se curar pois Saffron misturou a água das fontes durante a batalha. De volta ao Japão, Ranma e Akane finalmente planejam se casar. Ryoga se despede dos dois e parte pensando em Akari mas acaba se perdendo e acidentalmente retorna a casa dos Tendo.

### Aparições em outras mídias
Fora do mangá e do anime Ryoga aparece em 12 dos 13 OVAs da série, bem como nos filmes Ranma ½: Grande confusão em Nekonron!! e Ranma ½: Nihao minha concubina!! e nos especiais de TV. Ele também marcou presença em todos os jogos da série Ranma ½, como personagem jogável, NPC ou chefe. Mais recentemente Ryoga foi mostrado nos minigames e vídeos de Fever Ranma ½, um jogo para pachinko. Também é um personagem jogável em Sunday x Magazaine: White Comic. Ryoga e Mousse são vistos ajustando holofotes no videoclipe da música "A Pure and Honest Christmas" do grupo musical DoCo, que faz apresentações através dos personagens Ranma na forma feminina, Akane, Shampoo, Nabiki e Kasumi, cena mostrada no segundo OVA. Ele também possui vários temas musicais como "His 'n' Her Suffering", "P-Chan's Dilemma" e "Ranma vs. Ryoga" e seu próprio single chamado "Querida Akane". Por volta do final do filme Speed Racer um chaveiro de P-Chan é visto dentre as coisas que caíram do bolso de um personagem.

## Criação e desenvolvimento
Rumiko criou Ryoga para ser o maior rival de Ranma mas também um personagem que simpatizasse com o público feminino e infantil. Ela o fez seguindo a ideia de criar personagens que se transformam em animais para dar graça ao mangá e deixá-lo parecido com um conto de fadas e planejou Ryoga com uma personalidade "idiota" pois esse tipo de personagem é o seu favorito. Ela também o fez como um personagem que sempre mostra suas emoções para que fosse mais fácil desenhá-lo. Rumiko ainda comentou que gostava de desenhar o Ryoga em seus momentos de timidez por que ela mesmo se sentia tímida nesses momentos. Por fim, para nomear o personagem Rumiko escolheu o nome Ryoga, que significa "grande presa", devido ao fato de que Ryoga possui caninos pontudos que parecem presas.

## Personalidade
A característica mais marcante de Ryoga é a sua falta de senso de direção, um problema que existe em toda a sua família. Ele se esquece facilmente dos caminhos que já percorreu, é incapaz de ler mapas e tem dificuldades em seguir a direção que outras pessoas apontam, fatos que o obrigam a viver como nômade. Para compensar esse problema ele sempre viaja com um objetivo em mente e por isso nunca desiste por mais perdido que esteja. Conforme a história avança ele conta com a ajuda de seu cachorro Preto e Branco para guiá-lo. Ryoga também é apresentado como uma pessoa muito emotiva e escuta mais seu coração do que sua cabeça. Ele geralmente é tímido, nervoso e educado, especialmente perto de mulheres, e costumava ser muito depressivo por nunca ter sido amado e por sofrer ataques de animais e pessoas quando se transforma em porco. Em algumas ocasiões seu desespero por afeição fazem que ele se transforme em P-chan propositalmente para poder dormir ao lado de Akane. Essa depressão diminui um pouco quando ele conhece Akari, mas ele se importa muito com comentários alheios e por isso se frustra facilmente. Ryoga também é um garoto muito honroso e generoso que está disposto a ajudar qualquer pessoa, inclusive seu rival Ranma. Além de tudo, ele demonstra uma grande inocência e por isso é facilmente manipulado por outros personagens.

## Poderes e habilidades
Ryoga é um lutador excepcional e um dos guerreiros mais fortes da série mas não consegue utilizar sua capacidade máxima em algumas ocasiões por se deixar levar pela raiva, apesar de que quando motivado suas habilidades aumentam consideravelmente. Seu treinamento começou para enfrentar Ranma mas se intensificou após cair na Fonte do Porquinho Preto Afogado pois ele teve que aprender a se defender na forma de porco. Esse é um dos fatores pelos quais ele opta por treinamentos que aumentem sua força física ao ponto de ser sobre humana. Ele também possui uma grande resistência devido a um treinamento com Cologne em que várias pedras gigantes foram arremessadas em sua direção enquanto ele ficava pendurado em uma árvore. Ademais, Ryoga apresenta velocidade e agilidade muito maiores do que as de uma pessoa normal apesar de ser mais lento do que Ranma e Mousse. Ao se transformar em P-chan esses dois fatores aumentam devido ao seu pequeno tamanho mas sua força diminui.
Ryoga opta por lutar com suas próprias habilidades físicas mas domina duas técnicas: o Ponto de Ruptura (爆砕点穴, Bakusai Tenketsu; lit. Ponto de Explosão) e o Golpe do Rugido do Leão (獅子咆哮弾, Shishi Hokodan; lit. Disparo do Rugido do Leão). O Ponto de Ruptura ele aprendeu com Cologne e consiste em rastrear com sua mente o ponto mais sensível de um corpo sólido e depois atingi-lo com seu dedo indicador fazendo-o explodir automaticamente. A única falha dessa técnica é que ela não funciona em seres humanos ou animais e por isso não pode ser utilizada para atacar um inimigo. Ele logo aprende com um minerador o Golpe do Rugido do Leão que é gerado a partir de um Ki pesado que ele cria deixando seu coração pesado através de sentimentos ruins como depressão, solidão, frustração, dor e desespero. O golpe inicialmente se materializa como um globo mas evolui para um raio e posteriormente para uma onda de energia flutuante que depois atinge Ryoga e tudo ao redor dele como uma enorme pilastra. Na última ocasião, para não ser ferido por seu próprio ataque ele precisa manter seu Ki ausente para criar uma espécie de campo de força. Ao atingir sua versão mais poderosa o golpe passa a se chamar Super Golpe do Rugido do Leão e se torna uma gigantesca explosão capaz de destruir florestas e montanhas por completo. A cor do ataque já variou entre vermelho e azul. Por um curto período de tempo Ryoga possuiu em sua barriga a Marca dos Deuses, um símbolo que lhe garantia força suprema sobre todos os seres humanos, que ele recebeu de um mestre em Caligrafia Marcial. Ryoga, entretanto, considerou a Marca dos Deuses como algo ruim pois o símbolo era um rosto mostrando sua língua, o que lhe deixava envergonhado. O único modo de retirá-lo era ser derrotado por alguém que superasse sua força. Para isso foi necessário que Ryoga se humilhasse na frente de várias mulheres, ficando em estado de choque e permitindo que Ranma o derrotasse.
Além de suas habilidades e técnicas, Ryoga carrega consigo um pesado guarda-chuva que serve como arma, escudo ou proteção contra água fria. Ele também possui em seu arsenal um grande estoque de bandanas que conseguem cortar madeira e pedra.

## Recepção
Ryoga, tanto na forma humana quanto como P-Chan, foi e ainda é alvo de mercadorias como pelúcias, bonecos, chapéus, dioramas e etc.
Muitas publicações em diversas mídias tem criticado Ryoga positivamente. Em uma pesquisa do site Henshin foi feita a pergunta "Qual é a melhor transformação em Ranma ½?" e a transformação de Ryoga em porco ficou em segundo lugar com 20,65% dos votos. O site também brincou com o personagem dizendo que mesmo ele perdendo para Ranma em popularidade, Ryoga sempre terá um lugar garantido na cama de Akane. Enquanto explicava o sangramento nasal comum em animes, o Anime News Network mostrou que esse problema geralmente ocorre quando um personagem têm algum pensamento malicioso e que até o inocente Ryoga pode já passou por essa experiência. Em uma crítica à quinta temporada do anime, o site notou que o encontro de Ryoga com o Gato Fantasma é uma história fofa e engraçada pois após ter sido possuído pelo felino Ryoga finalmente se declarou para Akane. O DVD Talk comentou sobre como sua relação com Azusa, uma garota que adora Ryoga em sua forma de P-Chan e o chama de Charlotte, consegue provocar várias risadas especialmente quando Ryoga é chamado de Charlotte ou forçado a usar um colar rosa. Durante uma entrevista Rumiko Takahashi contou que Ryoga é um dos seus personagem preferidos e seu favorito de Ranma ½. Ryoga e Ranma foram colocados na lista "Os Melhores Amigos-Inimigos", do Anime News Network, por causa do desenvolvimento que os dois tiveram em sua amizade. Em uma pesquisa do mesmo site, fãs de anime e mangá votaram em que habilidade especial eles gostariam de ter em troca de um ponto fraco. As habilidades de Ryoga com sua falta de senso de direção ficaram em segundo lugar.
O Golpe do Rugido do Leão de Ryoga é um dos golpes mais bem criticados da série. O Mania Entertainment elogiou o arco da história que envolve o Golpe do Rugido do Leão por apresentar o verdadeiro poder de Ryoga e divertir os fãs do personagem. Esse mesmo arco foi classificado como um dos melhores da sétima temporada da série pelo DVD Talk. Em uma revisão de Ranma ½: Nihao minha concubina!! o THEM Anime Reviews considerou o filme um tanto entediante mas a performance do Golpe do Rugido do Leão quando Ryoga enfrenta Sarutoru foi dita como "algo que vale a pena".